# Recipient
Recipientul este un obiect în care se pun substanțe lichide, gazoase sau solide sub formă de pulbere naturale sau industriale (produse). Depozitarea acestora se face în vederea păstrarii sau transportării lor. Aceste recipiente se modelează din sticlă, metal și chiar și din plastic, iar pentru cele care vor conține substanțe toxice se folosește fier forjat.